# Soslán Ramonov
Soslán Liúdvikovich Ramonov –en ruso, Сослан Людвикович Рамонов– (Tsjinvali, 1 de enero de 1991) es un deportista ruso de origen osetio que compite en lucha libre.
Participó en los Juegos Olímpicos de Río de Janeiro 2016, obteniendo una medalla de oro en la categoría de 65 kg. Ganó dos medallas en el Campeonato Mundial de Lucha, oro en 2014 y bronce en 2015.

## Palmarés internacional
| Juegos Olímpicos   | Juegos Olímpicos           | Juegos Olímpicos  | Juegos Olímpicos |
| Año                | Lugar                      | Medalla           | Categoría        |
| ------------------ | -------------------------- | ----------------- | ---------------- |
| 2016               | Río de Janeiro (Brasil)    | Medalla de oro    | 65 kg            |
| Campeonato Mundial |                            |                   |                  |
| Año                | Lugar                      | Medalla           | Categoría        |
| 2014               | Taskent (Uzbekistán)       | Medalla de oro    | 65 kg            |
| 2015               | Las Vegas (Estados Unidos) | Medalla de bronce | 65 kg            |